# Чигринов Дмитро Вікторович
Дмитро́ Ві́кторович Чигри́нов (1983—2014) — капітан Збройних сил України, заступник командира роти з озброєння 25-ї окремої повітряно-десантної бригади, учасник російсько-української війни. Згадується у книзі Валерія Ананьєва «Сліди на дорозі» [Архівовано 27 січня 2021 у Wayback Machine.]: «… Я безмежно вдячний Чигринову Дмитру Вікторовичу (Чіга) за дружбу. Він сильно вплинув, зокрема і своєю смертю, на ту дитину, якою я був, коли ми вперше зустрілися. Мої щирі співчуття його сім'ї. ….»

## З життєпису
Народився 1983 року в місті Балаклія (Харківська область). Закінчив факультет військової підготовки Харківського політехнічного інституту.
Загинув у бою 12 серпня 2014 року приблизно о 21:00 біля міста Вуглегірськ Донецької області. Тоді ж полягли підполковник Жуков Дмитро Сергійович, старшина Мельников Олександр Юрійович, старший солдат Паращенко Андрій Васильович, солдати Карпенко Сергій Олександрович, Головко Олександр Валерійович та Слісаренко Сергій Петрович.
Похований 15 серпня у Савинцях.
Без Володимира лишились дружина та двоє дітей — син (2011 р. н.) і донька (1998 р. н.)

## Нагороди та вшанування
- 14 серпня 2014 року — за особисту мужність і героїзм, виявлені у захисті державного суверенітету та територіальної цілісності України, вірність військовій присязі під час російсько-української війни, відзначений — нагороджений орденом Богдана Хмельницького III ступеня.
- його портрет розміщений на меморіалі «Стіна пам'яті полеглих за Україну» у Києві: секція 2, ряд 3, місце 31.
- вшановується 12 серпня на ранковому церемоніалі загиблих українських героїв, які загинули в різні роки внаслідок російської агресії.[3]